# Алексеевка (Шевченковский район)
Алексе́евка (укр. Олексіївка) — село, 
Петропольский сельский совет,
Шевченковский район,
Харьковская область.
Код КОАТУУ — 6325785806. Население по переписи 2001 года составляет 34 (16/18 м/ж) человека.

## Географическое положение
Село Алексеевка находится между реками Средняя Балаклейка и Волосская Балаклейка (4-5 км).
На расстоянии в 1 км расположено село Колесниковка.
По селу протекает пересыхающий ручей с запрудой.

## История
- 1920 — дата основания.